# 언양김씨정려각
언양김씨정려각은 대한민국 충청남도 천안시 동남구 목천읍 덕전리에 있다. 1995년 5월 10일 천안시의 향토문화유산 제13호로 지정되었다.

## 개요
효자 김의연을 기리고자 세운 정려각이다.